# Cruz diablo
Cruz Diablo es una película mexicana de 1934 dirigida por Fernando de Fuentes. Está protagonizada por Ramón Pereda, Lupita Gallardo y Julián Soler.

## Argumento o sinopsis
La película transcurre en la Nueva España del siglo XVI donde un espadachín enmascarado, Cruz Diablo, roba a la gente rica para dárselo a los pobres y al hacerlo marca a la gente con una cruz en la frente. Cruz Diablo y el inspector Diego tratarán de impedir que Marcela, la hija del Conde de Luna, se case con un viejo marqués haciéndose Diego pasar por el conde. La joven está enamorada en realidad del capitán Carlos, quien es apresado y torturado para impedir que se case con Marcela. La madre del capitán Carlos enloquece y narra a Cruz Diablo lo que pasó.

## Producción
Cruz Diablo fue rodada en los estudios Nacional Productora de la Compañía Nacional Productora, ubicados entonces en el Paseo de la Reforma durante seis semanas a partir del 13 de septiembre de 1934 con un costo de 200 mil pesos. La producción corrió a cargo de Paul H. Bush y la empresa Mex-Art. El guion fue del director De Fuentes según un argumento del escritor uruguayo Vicente Orona. La edición fue de Fernando de Fuentes, Fernando C. Tamayo y Harry Foster, la dirección musical de Max Urban, el sonido de Roberto Rodríguez y Joselito Rodríguez, la escenografía de Jorge Fernández, la fotografía de Alex Phillips, el vestuario de Vicente Tostado y A.X. Peña, el maquillaje de Tillie Orozco y el maestro de armas Nicolás Reyero quien era general en el Colegio Militar y dirigió la instrucción en el uso de armas como la espada, el florete y el sable a los actores Chato Ortín, René Cardona, Carlos López "Chaflán", Luis G. Ferreiro, Vicente Orona y el Indio Fernández.
Dentro del trabajo de escenografía dos ayudantes de la producción contrajeron viruela al manipular tanto ropa antigua como muebles de época, por lo que la Secretaría de Salubridad declaró en cuarentena el estudio de la cinta.
La cinta supuso la fundación de la compañía productora Mex-Art (Impulsora Cinematográfica) de los empresarios Pablo Bush y Alfonso Sánchez Tello.

## Reparto
- Ramón Pereda - Diego de la Barrera, Conde de Luna
- Lupita Gallardo - Marcela
- Julián Soler - Nostromus
- Vicente Orona - Chacho
- Rosita Arriaga - Marta
- Juan José Martínez Casado - Carlos
- Matilde Brillasa - Malvina (debut de la actriz)
- Manuel Tamés - Comandante Rocafuerte
- Paco Martínez - Marqués Pedro de la Florida
- Emilio Fernández - Toparca, Bandolero
- Carlos López "Chaflán" - Sirviente de Nostromus

Las fuentes indican que es probable que la actriz Rita Hayworth haya participado como extra en los rodajes.

## Recepción
Cruz Diablo fue promocionada como la producción cinematográfica mexicana más cara hecha hasta entonces. También el éxito de la cinta abriría un género específico en el cine mexicano basado en la novela de capa y espada pero ambientada en la Nueva España, por ejemplo, Martín Garatuza de Gabriel Soria y Monja, casada, vírgen y mártir de Juan Bustillo Oro.
La película fue estrenada en el Cine Palacio el 28 de noviembre de ese año, exhibiéndose en ese recinto por una semana de manera exclusiva. Las notas de la época indican el éxito de la cinta, la cual sólo se proyectó una semana ante la urgencia del Cine Palacio de exhibir otro éxito, la película francesa La batalla. La productora de la película realizó una campaña publicitaria previa al estreno para que el público adivinara quien se escondía detrás de la máscara de Cruz Diablo en los carteles de promoción creando expectación en el público por saber la identidad del actor.

## Crítica
- Emilio García Riera señaló que el personaje de Cruz Diablo de Vicente Oroná se inspiró en la obra del escritor Miguel Zévaco y criticó la "complicadísima trama" de la cinta así como la no necesidad dramática del personaje Nostromus. Comentó positivamente el trabajo de escenografía y vestuario de época pero señala que De Fuentes no demostró tanta inspiración en la cinta.[2]
- The New York Times la calificó como "un delicioso bocado de la Nueva España de hace 300 años".[7]
- El Universal destacó el tamaño de la producción cinematográfica, calificándola como "el máximo esfuerzo de nuestro cine, siendo la primera película que se produce en México a gran costo y con gran derroche de propiedad y lujo en todas y cada una de las escenas".[4]
- Bertha Elena Castañeda en su columna "Tercer premio" destacó la actuación de Ramón Pereda y califica de "fría y sin alma" la de Lupita Gallardo, señalando como bueno tanto la dirección, cómo el guion y la fotografía. La trama la calificó como parte del "patrón de embustes coloniales".[8]
- Fidel Solís en su columna "La pantalla y sus artistas" ejemplificó con Cruz Diablo la madurez de la industria cinematográfica de México que hasta entonces en su opinión era "dispersa" con "fracasos y otros triunfos a medias".[9]
- El medio especializado El cine gráfico destacó la ambientación "qué trato de hacerse, viviendo en los sitios originales de la Colonia".[1]
- El medio especializado Ilustrado destacó la confección de sets específicos a la usanza de la Nueva España "sobre todo un dormitorio y un salón (...) han sido construidos con habilidad y sabiendo que no eran para ser ocupados sino fotografiados".[1] En ese mismo medio Carlos Noriega Hope criticó a De Fuentes de ser conservador en sus intepretaciones de la cultura mexicana "no hay audacia en sus concepciones, quizá temiendo molestar al público con ellas, y por ende al bolsillo del productor. El día que se despoje de su frialdad nórdica y tenga el aliento suficiente para salirse del carril que se ha señalado, será un señor director con toda la barba". Por su parte Fernando Rondón alabó los sets de la cinta, calificándolos de alta calidad en su recreación, "con fidelidad que ya quisiera para sí Hollywood".[1]
- José de la Colina en 1971 mostró que la cinta era una muestra de la capacidad de De Fuentes de crear escenas nocturnas "en un ambiente misterioso y gótico".[1]

## Proyección
Además del Cine Palacio, se proyectó en el Teatro Guerrero de Puebla, en el Cine Iracheta de Pachuca, en el Cine Eslava de Veracruz y en el Teatro Macedonio Alcalá de Oaxaca.

## Impacto en la cultura
Cruz Diablo había sido presentado previamente como una obra teatral. Derivado del éxito de la película, la editorial Cartones comenzó la publicación de una versión de Cruz Diablo en historieta, la cual se publicó de 1945 a 1968.